# Réseau SAGIR
Le réseau SAGIR est un réseau d'acteurs de terrain et de spécialistes en santé animale, en biosécurité, en maladies dites « exotiques », en toxicovigilance et de laboratoires spécialisés. 

Il a été créé en France (en 1986) pour faciliter la veille écoépidémiologique, la veille épidémiologique, et la détection et l'analyse de maladies ou d'épidémies émergentes ou d'éventuelles urgences sanitaires. 

Il participe à la bonne gestion des crises écoépidémiologiques ou de crises sanitaires ou vétérinaires impliquant le monde animal (grippe aviaire par exemple). Le réseau a été géré par l'ONCFS puis par l'Office français de la biodiversité (sous la responsabilité de Jean‐Yves Chollet).
De 2010 à 2016, ce réseau a découvert en moyenne en France une à deux 2 nouvelles maladies chaque année. 

## Enjeux
Les enjeux du réseau sont à la croisée des enjeux de conservation, de santé animale et de santé publique, il contribue à l'approche One Health préconisée par l'ONU. 